# Tupinambis palustris
Tupinambis palustris är en ödleart som beskrevs av  Manzani och ABE 2002. Tupinambis palustris ingår i släktet Tupinambis och familjen tejuödlor. Inga underarter finns listade i Catalogue of Life.